# Emile Limbor
Emile Limbor (Parijs, 31 mei 1831 – Oostende, 9 mei 1895) was een Frans-Belgisch componist, muziekpedagoog, dirigent, violist en altviolist.

## Levensloop
Limbor was als violist en dirigent werkzaam in diverse steden en vestigde zich later in Oostende. Van 1870 tot 1894 was hij verbonden aan het Kursaalorkest Oostende als violist, maar vooral als altviolist. Samen met Johan Smit en Jules Goetink (violen) en de cellisten Charles Haes en Hippolyte van Acker verzorgde hij de kamermuziekconcerten in de Kursaal. Als docent solfège, viool en altviool was hij van 1877 tot aan zijn overlijden verbonden aan de Stedelijke Muziekacademie Oostende. Verder was hij leraar voor muzikale opvoeding aan het Koninklijke Atheneum. Limbor was ook als dirigent van de harmonie Société Euterpe bezig, die later opgegaan is in Het Stadsmuziek, nu: Koninklijke Stadsharmonie Oostende. Als componist schreef hij werken voor harmonieorkest, vooral voor de harmonie Société Euterpe en een Berceuse! (1893), voor zangstem en piano op een tekst van Jean Rougeron.